# Schore (Belgique)
Pour les articles homonymes, voir Schore.
Schore est une section de la commune belge de Middelkerke située en Région flamande dans la province de Flandre-Occidentale. C'était une commune à part entière avant la fusion des communes de 1971.

## Géographie
Le village est situé dans les polders.
Le village se trouve le long de l'Yser. À Schore se trouve une ferme d'abbaye transformée en hôtel-restaurant : la Schoorbakkehoeve.

## Démographie

### Évolution démographique
- Sources : INS, Rem. : 1831 jusqu'en 1961 = recensements[2].

## Histoire
En 1971, Schore a été intégré dans la commune de Spermalie mais celle-ci a été dissoute en 1977 et Schore a fusionné avec Middelkerke.

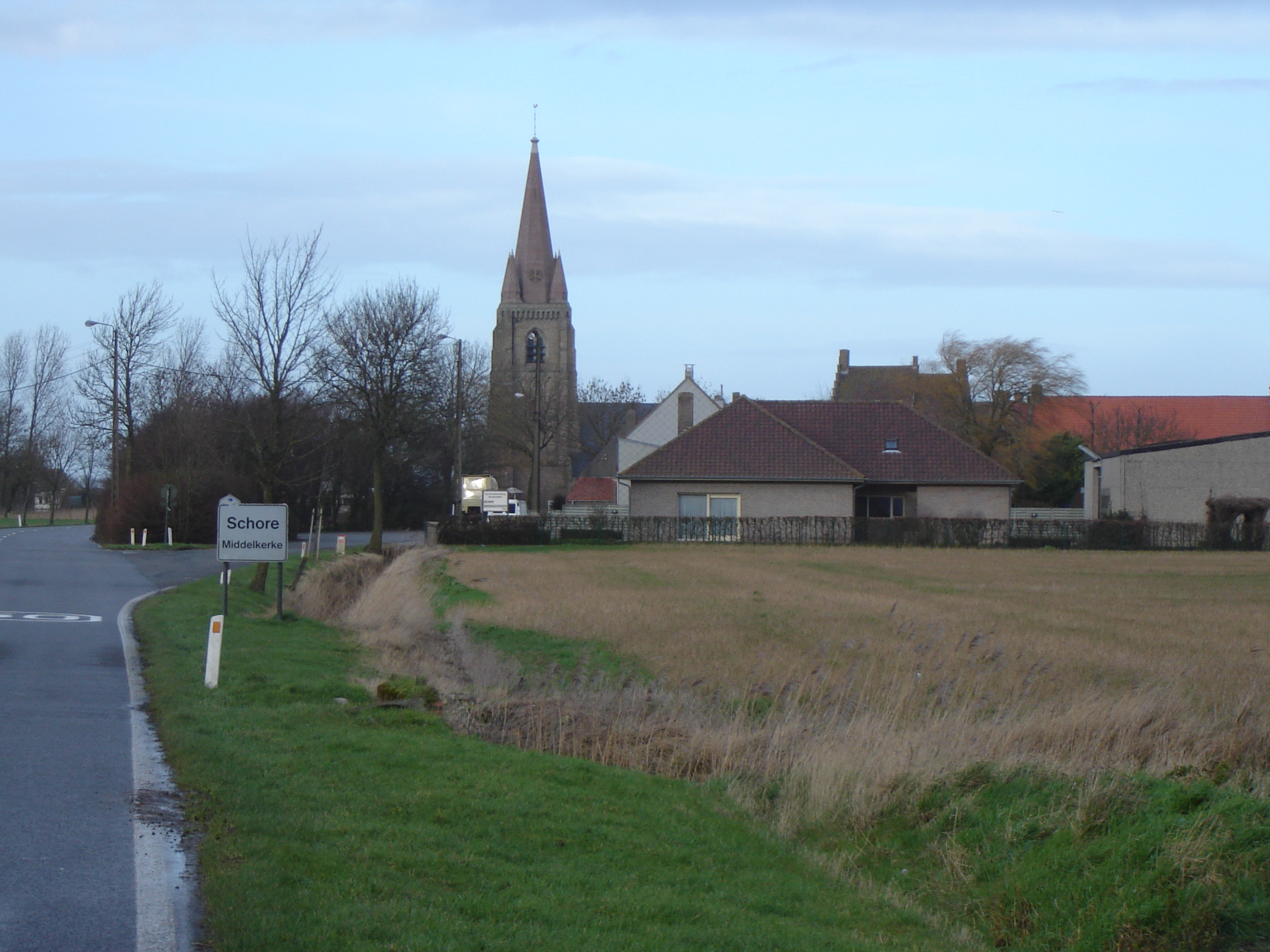
Schore.
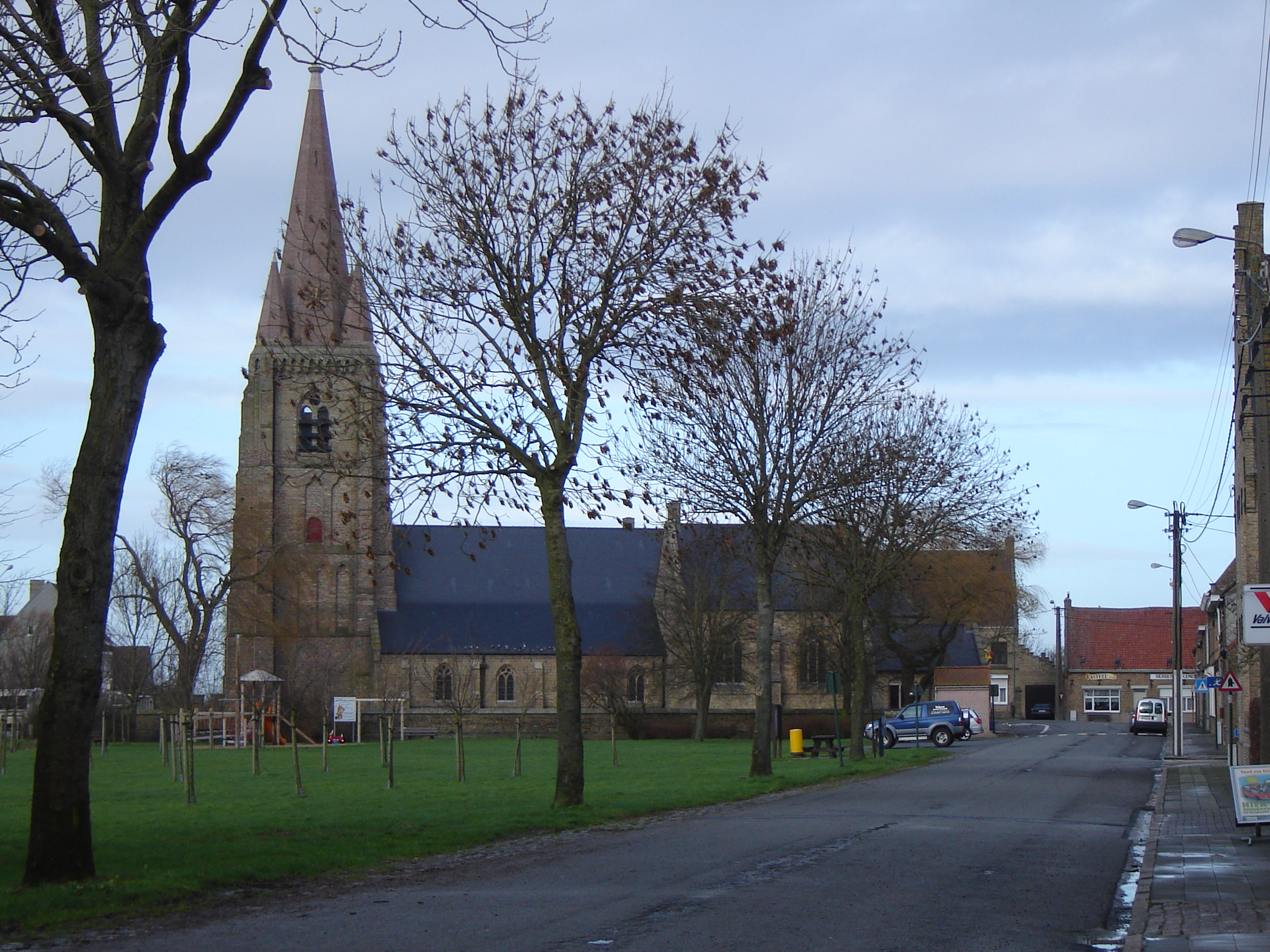
L'église Notre-Dame.
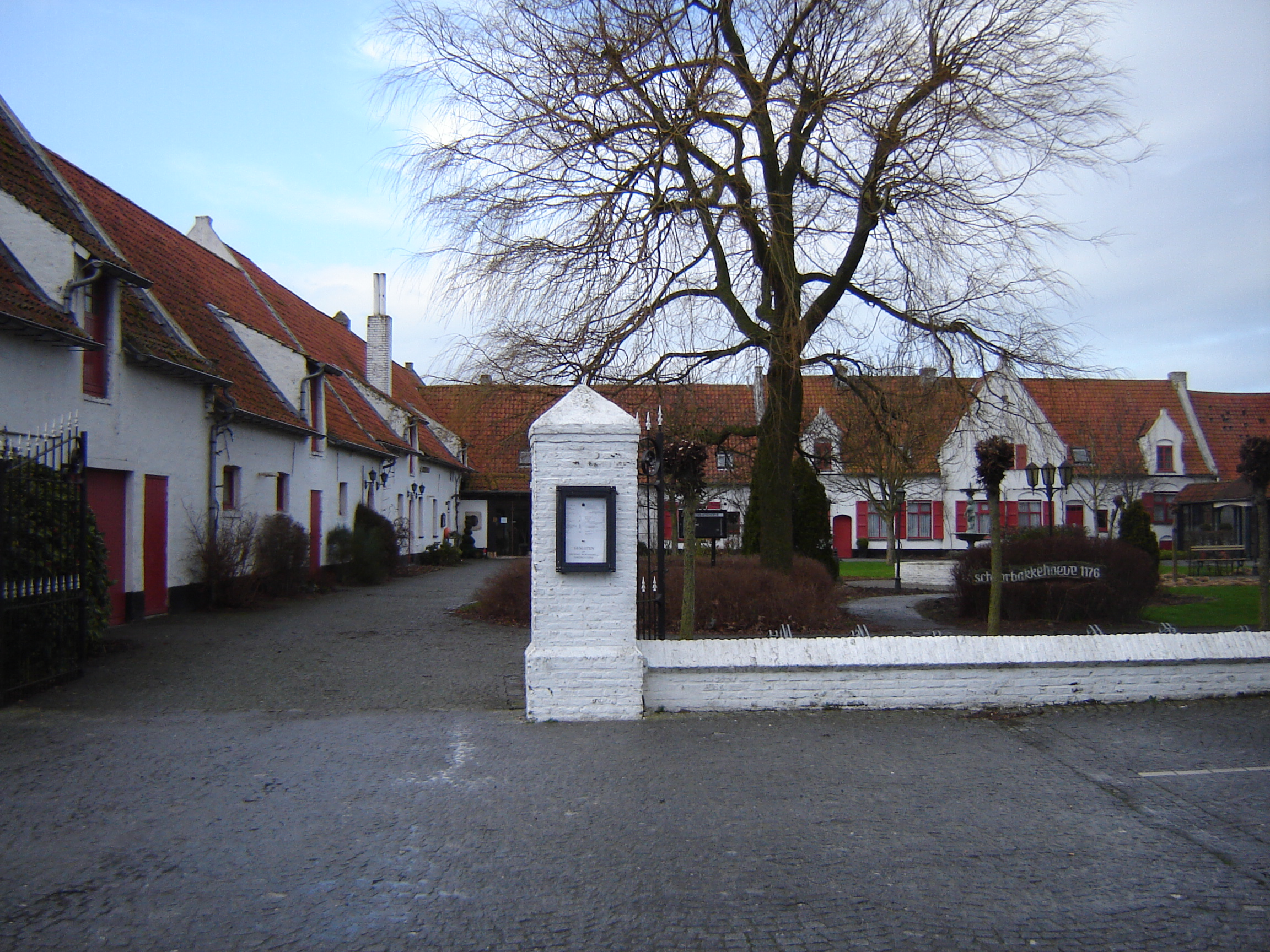
La Schoorbakkehoeve.